# Horst Knöpke
Horst Knöpke (* 6. September 1907 in Leipzig; † 25. Februar 1998) war ein deutscher Politiker der SPD.

## Ausbildung und Beruf
Horst Knöpke besuchte die Oberrealschule. Nach dem Abitur belegte er ein Studium der Rechtswissenschaft, Volkswirtschaft und Zeitungswissenschaft an den Universitäten Leipzig und München. Er legte das Referendarexamen ab.
Zum 1. August 1930 trat Knöpke der NSDAP bei (Mitgliedsnummer 295.928). Im Jahr 1931 war er Bezirksführer Leipzig des Nationalsozialistischen Schülerbundes. Zwischenzeitlich übte er eine wirtschaftliche Tätigkeit im Druckerei- und Verlagswesen in München, Berlin und Dresden aus: Im Jahr 1932 war er, zusammen mit dem Berliner HJ-Gauführer Joachim Walter (geb. 1909), Leiter und Teilhaber des nationalsozialistischen Jugendverlages und Bannführer in der Reichsjugendführung der NSDAP. 1933 wurde Knöpke zum Leiter des Deutschen Jugendverlags ernannt.
Am 14. Juli 1934 wurde Knöpke wegen „Veröffentlichung von Geheimnissen der Bewegung“ aus der Hitlerjugend (HJ) ausgeschlossen; nach seiner Übersiedlung nach Berlin wurde er dort im September 1935 auch aus der NSDAP ausgeschlossen.
1936 erfolgte Knöpkes Promotion zum Dr. iur. und 1941 die große juristische Staatsprüfung. Alsdann war er im Staatsdienst im Landratsamt Meißen/Sachsen tätig. Knöpke war Kriegsteilnehmer des Zweiten Weltkriegs.

## Politik
Horst Knöpke war ab 1948 Mitglied der SPD. Mitglied der Gewerkschaft ÖTV wurde er 1950. Ab 1956 wirkte er als Ratsherr der Stadt Schwerte und ab 1964 fungierte er hier als stellvertretender Bürgermeister. Er war von 1964 bis 1966 Mitglied des Kreistags Iserlohn.
Horst Knöpke war vom 25. Juli 1966 bis zum 27. Mai 1975 direkt gewähltes Mitglied des 6. und 7. Landtages von Nordrhein-Westfalen für den Wahlkreis 121 Iserlohn-Land I.
Das Bundesverdienstkreuz 1. Klasse erhielt Knöpke im November 1973.